# Bonaire Express
Bonaire Express — упразднённая авиакомпания со штаб-квартирой на острове Бонайре (Нидерландские Антильские острова), работавшая в сфере региональных пассажирских перевозок и обеспечивавшая обслуживание региональных маршрутов к дальнемагистральным европейским рейсам авиакомпании KLM.
Портом приписки перевозчика являлся международный аэропорт Фламинго.

## История
BonairExel была основана в 2003 году и начала операционную деятельность 18 августа того же года. Впоследствии компания изменила своё официальное название.
30 апреля 2005 года Bonaire Express объединилась с другим перевозчиком, на их базе была создана укрупнённая авиакомпания Dutch Antilles Express.

## Маршрутная сеть
В январе 2005 года авиакомпания Bonaire Express работала по следующим направлениям:
- внутренние регулярные маршруты: Бонайре, Кюрасао, Синт-Мартен
- международные регулярные маршруты: Аруба.

## Флот
В январе 2005 года воздушный флот авиакомпании Bonaire Express составляли следующие самолёты:
- ATR 42-320 — 2 ед.
- ATR 42-320 (лизинг из ArubaExel) — 1 ед.
- ATR 42-320 — 1 ед.
- ATR 42-500 — 1 ед
- Embraer ERJ 145MP — 1 ед.

## Авиапроисшествия и инциденты
- Сентябрь 2004 года. Пассажиры левой части пассажирского салона, находившиеся в самолёте ATR 42-320 (регистрационный PJ-XLM) и летевшие регулярным рейсом из Бонайре на Кюрасао, сообщили кабинному экипажу о сильном запахе дыма. Экипаж обнаружил возгорание левого двигателя и совершил экстренную посадку в международном аэропорту Хато, никто в результате инцидента не пострадал. Самолёт впоследствии был отремонтирован и продолжил эксплуатацию в авиакомпании.